# 영자팔법
영자팔법(永字八法)은 붓글씨로 한자를 쓸 때 자주 나오는 획의 종류 여덟 가지를 길 영(永) 자를 통해 설명한 것이다. 후한시대의 채옹이 처음 고안하였다.
|  |  | 1. 측(側) - 점 2. 늑(勒) - 가로획 3. 노(努) - 세로획 4. 적(趯) - 갈고리 5. 책(策) - 오른쪽 치킴 6. 약(掠) - 긴 왼삐침 7. 탁(啄) - 짧은 왼삐침 8. 책(磔) - 파임 |